# Míškovice
Míškovice är en ort i Tjeckien.   Den ligger i regionen Zlín, i den östra delen av landet, 240 km öster om huvudstaden Prag. Míškovice ligger 225 meter över havet och antalet invånare är 455.
Terrängen runt Míškovice är huvudsakligen platt, men åt nordost är den kuperad. Terrängen runt Míškovice sluttar västerut. Runt Míškovice är det tätbefolkat, med 411 invånare per kvadratkilometer. Närmaste större samhälle är Zlín, 10,4 km sydost om Míškovice. Trakten runt Míškovice består till största delen av jordbruksmark.